# 17e cérémonie des Empire Awards
La 17e cérémonie des Empire Awards a été organisée le 25 mars 2012 par le magazine britannique Empire, et a récompensé les films sortis en 2011.
Les récompenses sont votées par les lecteurs du magazine.

## Palmarès
Note : les gagnants sont indiqués en premier de chaque catégorie et typographiés en gras.

### Meilleur film
- Harry Potter et les Reliques de la Mort, 2e partie (Harry Potter and the Deathly Hallows, Part 2)
  - Drive
  - Millénium, les hommes qui n'aimaient pas les femmes (The Girl with the Dragon Tattoo)
  - La Planète des singes : Les Origines (Rise of the Planet of the Apes)
  - La Taupe (Tinker Tailor Soldier Spy)

### Meilleur film britannique
- La Taupe (Tinker Tailor Soldier Spy)
  - Attack the Block
  - Les Boloss (The Inbetweeners Movie)
  - Submarine
  - Tyrannosaur

### Meilleur réalisateur
- David Yates pour Harry Potter et les Reliques de la Mort, 2e partie (Harry Potter and the Deathly Hallows, Part 2)
  - Tomas Alfredson pour La Taupe (Tinker Tailor Soldier Spy)
  - Steven Spielberg pour Cheval de Guerre (War Horse)
  - Nicolas Winding Refn pour Drive
  - Rupert Wyatt pour La Planète des singes : Les Origines (Rise of the Planet of the Apes)

### Meilleur acteur
- Gary Oldman pour le rôle de George Smiley dans La Taupe (Tinker Tailor Soldier Spy)
  - Daniel Craig pour le rôle de Mikael Blomkvist dans Millénium, les hommes qui n'aimaient pas les femmes (The Girl with the Dragon Tattoo)
  - Ryan Gosling pour le rôle du chauffeur dans Drive
  - Daniel Radcliffe pour le rôle de Harry Potter dans Harry Potter et les Reliques de la Mort, 2e partie (Harry Potter and the Deathly Hallows, Part 2)
  - Andy Serkis pour le rôle de César dans La Planète des singes : Les Origines (Rise of the Planet of the Apes)

### Meilleure actrice
- Olivia Colman pour le rôle de Hannah dans Tyrannosaur
  - Rooney Mara pour le rôle de Lisbeth Salander dans Millénium, les hommes qui n'aimaient pas les femmes (The Girl with the Dragon Tattoo)
  - Carey Mulligan pour le rôle d'Irene dans Drive
  - Meryl Streep pour le rôle de Margaret Thatcher dans La Dame de fer (The Iron Lady)
  - Michelle Williams pour le rôle de Marilyn Monroe dans My Week with Marilyn

### Meilleur espoir masculin
- Tom Hiddleston pour le rôle de Loki dans Thor
  - John Boyega pour le rôle de Moses dans Attack the Block
  - Asa Butterfield pour le rôle de Hugo Cabret dans Hugo Cabret (Hugo)
  - Sam Claflin pour le rôle de Philip Swift dans Pirates des Caraïbes : La Fontaine de jouvence (Pirates of the Caribbean: On Stranger Tides)
  - Jeremy Irvine pour le rôle de Albert Narracott dans Cheval de Guerre (War Horse)
  - Craig Roberts pour le rôle de Oliver Tate dans Submarine

### Meilleur espoir féminin
- Felicity Jones pour Anna dans Like Crazy
  - Céline Buckens pour Emilie dans Cheval de Guerre (War Horse)
  - Elle Fanning pour Alice Dainard dans Super 8
  - Laura Haddock pour Alison dans Les Boloss (The Inbetweeners Movie)
  - Hailee Steinfeld pour Mattie Ross dans True Grit
  - Bonnie Wright pour Ginny Weasley dans Harry Potter et les Reliques de la Mort, 2e partie (Harry Potter and the Deathly Hallows, Part 2)

### Meilleur thriller
- La Taupe  (Tinker Tailor Soldier Spy)
  - Drive
  - Hanna
  - Sherlock Holmes : Jeu d'ombres (Sherlock Holmes: A Game of Shadows)
  - Millénium, les hommes qui n'aimaient pas les femmes (The Girl with the Dragon Tattoo)

### Meilleur film fantastique ou de science-fiction
- Thor
  - Captain America: First Avenger
  - La Planète des singes : Les Origines (Rise of the Planet of the Apes)
  - Super 8
  - X-Men : Le Commencement (X-Men: First Class)

### Meilleure comédie
- Les Boloss (The Inbetweeners Movie)
  - Attack the Block
  - Mes meilleures amies (Bridesmaids)
  - Crazy, Stupid, Love
  - Minuit à Paris (Midnight in Paris)

### Meilleur film d'horreur
- Kill List
  - Attack the Block
  - Insidious
  - Paranormal Activity 3
  - The Troll Hunter (Trolljegeren)

### Meilleur film en3D
- Les Aventures de Tintin : Le Secret de La Licorne (The Adventures of Tintin : The Secret of the Unicorn)
  - Harry Potter et les Reliques de la Mort, 2e partie (Harry Potter and the Deathly Hallows, Part 2)
  - Hugo Cabret (Hugo)
  - Thor
  - Transformers 3 : La Face cachée de la Lune (Transformers: Dark of the Moon)

### Done in 60 Seconds
- Black Swan - Indira Suleimenova
  - Raiders of the Lost Ark - Philip Askins
  - Spider-Man - Gonzalo Ruiz et Joaquin Vergara
  - Edward Scissorhands - Rosen Lliev
  - District 9 - Andrew Norton

### Empire Hero Award
- Michael Fassbender

### Empire Inspiration Award
- Ron Howard

### Empire Icon Award
- Tim Burton